# Mechtelt toe Boecop
Mechtelt van Lichtenberg toe Boecop (Utrecht, circa 1520 – Kampen, 1598) was een 16e-eeuwse Noord-Nederlandse schilderes.
Ze groeide op in een welgestelde Utrechtse familie als dochter van Gerrit Lichtenberg (gest. 1549) en Cornelia de Vooght van Rijnevelt. Ze trouwde tussen 1546 en 1549 met Egbert toe Boecop (gest. 1578), lid van de familie T(h)oe Boecop en schepen en kerkmeester in Kampen. Uit het huwelijk werden een zoon en vijf dochters geboren. Haar dochters Margaretha en Cornelia toe Boecop waren eveneens schilderes.

## Werk
Mechtelt toe Boecops bekendste werk is de Piëta met Maria Magdalena uit 1546, dat in 1973 vanuit particulier bezit in Antwerpen werd aangekocht door het Centraal Museum Utrecht. Het is een klein werk van olieverf op een paneel en haar vroegst bekende werk. In december 1986 werd begonnen met het natuurwetenschappelijk onderzoek van de Piëta.
Andere werken bevinden zich in het Stedelijk Museum Kampen:
- 'Aanbidding van de herder' uit 1572 en
- Twee grote panelen met 'Het Laatste Avondmaal', waarvan één paneel is gesigneerd en gedateerd 1574[3]

Een toegeschreven tekening is in 2005 geveild bij Sotheby's: de nederdaling van de Heilige Geest.
Er is op basis van dit kleine overgeleverde oeuvre weinig te zeggen over haar stijl of leermeesters. Haar Laatste Avondmaal kan gezien worden als een product van de Noord-Nederlandse contrareformatie. Zij is een van de gezichten van de Kamperse school uit die tijd. Voor zover bekend was ze geen lid van de Sint-Lucasgilde van Kampen.
Uit het boek Van de uitnementheyt des vrouwelicken geslachts (1643) van Johan van Beverwijck: ze had "vele stukken seer geestigh [smaakvol] geschildert". Hij maakte bovendien melding van vele andere werken, maar die zijn tot op heden niet bekend.